# Elaenia fallax
Elaenia fallax là một loài chim trong họ Tyrannidae.
Loài chim này được tìm thấy ở Cộng hòa Dominican, Haiti và Jamaica.
Môi trường sống tự nhiên của loài chim này là rừng ẩm nhiệt đới hoặc cận nhiệt đới và rừng nhiệt đới ẩm nhiệt đới hoặc cận nhiệt đới.

## Phân loài
Hai phân loài hiện được công nhận. Khi chúng có sự khác biệt di truyền sâu sắc và cách phát âm khác nhau, chúng có thể là ứng cử viên cho sự phân chia loài trong tương lai: